# Leontiniidae
Leontiniidae — це вимерла родина, що включає вісімнадцять родів нотоунгулятних ссавців, відомих із середнього еоцену до пізнього міоцену Південної Америки (McKenna and Bell, 1997).